# Список умерших в 569 году

## Дата смерти неизвестна или требует уточнения
- Айнмере мак Сетнай, король Кенел Конайлл (до 569) и верховный король Ирландии (566—569).
- Аль-Харис V ибн Джабала, царь гассанидов (528—569).
- Аполлинарий, патриарх Александрийский (551 — около 568).
- Учэн-ди, император Китайской династии Северная Ци.
- Чжэньди, буддийский монах, один из четырёх крупнейших переводчиков буддийской литературы на китайский язык.